# Proxima ocellata
Proxima ocellata är en insektsart som beskrevs av Delong och Freytag 1975. Proxima ocellata ingår i släktet Proxima och familjen dvärgstritar. Inga underarter finns listade i Catalogue of Life.